# 倉敷市立中島小学校
倉敷市立中島小学校（くらしきしりつ なかしましょうがっこう）は、岡山県倉敷市中島にある市立小学校。

## 沿革
現在の同校は昭和期に中洲小学校より分離した時点を開校時期としているが、同地区においては明治期から大正期まで51年間、中島小学校が続いていた経緯がある。
- 1873年（明治06年） - 中島村に有隣小学校を設立。
- 1887年（明治20年） - 尋常中島小学校に改称。
- 1893年（明治26年）4月 - 中島尋常小学校に改称[3]。
- 1924年（大正13年）3月31日 - 中島尋常小学校など3校が合併し、中洲尋常高等小学校になる。中島尋常小学校は廃校。
- 1969年（昭和44年）4月 - 中洲小学校より分離し、中島小学校開校。以来 55年の歴史を有する。

## 著名な出身者
- MEGUMI - 元グラビアアイドル、女優

## 通学区域が隣接している学校
- 倉敷市立大高小学校
- 倉敷市立倉敷南小学校
- 倉敷市立旭丘小学校
- 倉敷市立西阿知小学校
- 倉敷市立中洲小学校